# 1532
Évszázadok: 15. század – 16. század – 17. század
Évtizedek: 1480-as évek – 1490-es évek – 1500-as évek – 1510-es évek – 1520-as évek – 1530-as évek – 1540-es évek – 1550-es évek – 1560-as évek – 1570-es évek – 1580-as évek
Évek: 1527 – 1528 – 1529 – 1530 –  1531 – 1532 – 1533 – 1534 – 1535 – 1536 – 1537

## Események

### Határozott dátumú események
- január 1. – I. János magyar király Kenesén tanácskozik a magyar rendekkel, amit március 12-én Berhidán megismétel.[1]
- április 24. – Ferdinánd Esztergomban tartja ellenországgyűlését.[1]
- április 25. – I. Szulejmán a Dunántúlon keresztül Bécs ellen indul.[1]
- május 1. – Alessandro de’ Medici, a firenzei köztársaság vezetője feloszlatja a Signoriát, és a város egyeuralkodója lesz.[2]
- július 27. – Kihirdetik V. Károly német-római császár büntető törvénykönyvét (Constitutio Criminalis Carolina(wd)).[3]
- augusztus 5. – A török előőrsök Kőszeg alá érnek.[4]
- augusztus 10–28. – Kőszeg ostroma. (A várat Jurisics Miklós kapitány védi, közel 1 000 főnyi őrséggel, akik zömében bemenekült parasztok.)[1]
- augusztus 14. – A törökök sikertelenül ostromolják Sárvár várát.[5]
- augusztus 28–30. – Jurisics kapitány egyezséget köt a kőszegi várat ostromló Ibrahim nagyvezírrel: a vár védői kitűzik a török zászlót a fő bástyára, cserébe a török sereg elvonul a vár alól.[6]
- szeptember 19. – Az osztrákok megsemmisítenek egy portyázó török sereget Alsó-Ausztriában (leobersdorfi csata).[6]

### Határozatlan dátumú események
- az év folyamán –
  - Francisco Pizarro és serege az Inka Birodalomba érkezik, kezdetét veszi a spanyol hódítás.[7]
  - Férfiágon kihal a Kanizsai család.[8]

## Születések
- február 19. – Jean-Antoine de Baïf francia költő († 1589)